# Wichelsee
Der Wichelsee ist ein See in der Zentralschweiz im Kanton Obwalden. Er erstreckt sich in Südwest-Nordost-Richtung und schmiegt sich an seinem südöstlichen Ufer an eine Felswand an. Er ist ungefähr 1,8 km lang und hat eine maximale Breite von 170 m. Der See liegt in der Nähe der Ortschaften Alpnach und Kägiswil auf dem Gebiet der Gemeinden Alpnach und Sarnen.

## Nutzung
Der See ist 1955 durch den Bau eines Staudamms entstanden. Der grösste Teil des abfliessenden Wassers wird in einem 1860 m langen Druckstollen mit 23 m Nettogefälle zu dem Niederdruck-Laufkraftwerk Eichi geleitet, das von der Kraftwerk Sarneraa AG in Alpnach betrieben wird. Das Kraftwerk produziert mit zwei vertikalen 1,2-MW-Kaplanturbinen im Mittel 13,9 Mio. kWh pro Jahr. Das Kraftwerk gehört zu 30 % dem Kanton Obwalden. Die Gemeinden Alpnach und Sarnen sind mit je 26 % und die Centralschweizerischen Kraftwerke AG mit 18 % beteiligt. Letztere betreibt auch das Kraftwerk.

## Natur

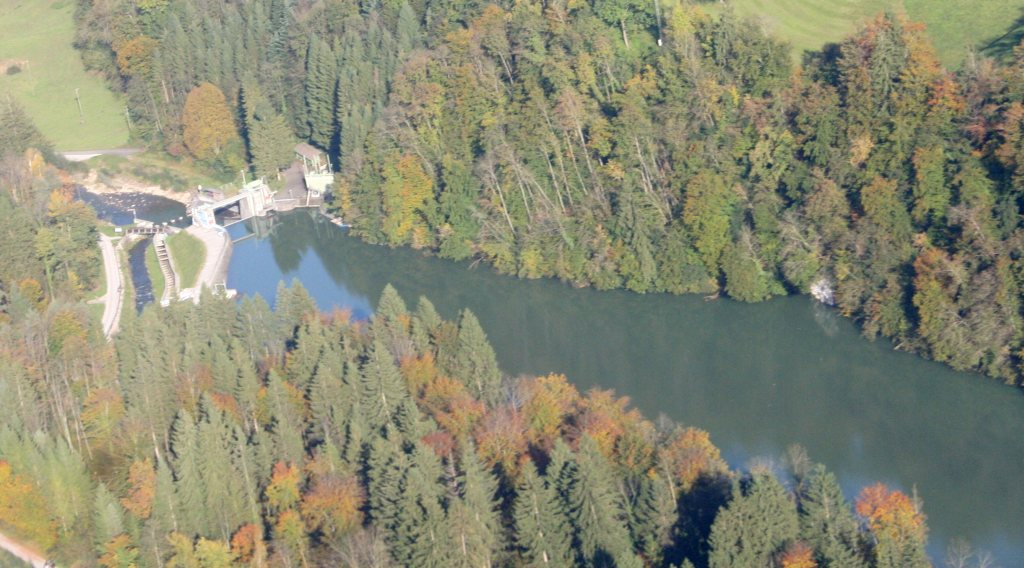
Luftaufnahme des Sees, Oktober 2012, links das Stauwehr mit Restwasserstrecke und Fischaufstiegshilfe

Der See und das umliegende Gebiet stehen seit 2005 unter Naturschutz. 2007 wurde im Staudamm ein Umgehungsgewässer eingebaut, so dass der Damm bei Hochwasser überflutet werden kann. In diese Restwasserstrecke wurde auch eine Fischaufstiegshilfe (Fischpass) eingebaut, da das Wehr auf der natürlichen Wanderroute der Fische liegt.
Der See und der angrenzende Auenwald sind ein Tummel- und Brutplatz für eine Vielzahl unterschiedlicher Vogelarten wie Uhu, Reiherente und eine Kolonie von Schwänen. Daher und auch aufgrund seiner Lage ist der Wichelsee ein ausgesprochenes Erholungsgebiet. Wegen der zum Kernwald aufsteigenden Felswand im Hintergrund ist der See ein geeignetes Photomotiv.
Von dem schweren Unwetter im August 2005 war auch der Wichelsee betroffen. Schwemmholz sammelte sich am Wehr, und durch die Wassermassen wurden eine Strasse und ein Steg unterhalb des Wehrs zerstört.